# Стояние под Любечем (1148)
Стоя́ние под Лю́бечем — эпизод междоусобной войны между Изяславом Мстиславичем и Юрием Долгоруким и их союзниками, в котором Изяслав при поддержке венгров атаковал владения чернигово-северских Ольговичей, поддержанных рязанскими князьями и половцами.

## Ход событий
Объединение Святослава Ольговича с Давыдовичами, на предыдущем этапе войны действовавшими против него, и обострение их отношений с Изяславом киевским было вызвано убийством Игоря Ольговича киевлянами.
Изяслав с венграми перешёл Днепр и разорил земли по Десне, надеясь тем самым выманить Святославичей из Чернигова в поле для решающего сражения, но те предпочли не покидать пределов городских стен. Тогда Изяслав двинулся к Любечу, из которого Святославичи получали существенные доходы. Святославичи вывели против него войска, соединившись по дороге с рязанскими князьями и половцами.
Противники расположились по двум берегам реки, протекавшей в окрестностях Любеча и затруднявшей прямой контакт. Всё ограничилось столкновениями стрелков с обеих сторон. Необычный для зимнего времени года дождь заставил Изяслава начать отход за Днепр. При отходе часть венгров провалилась под лёд на озере под Любечем. Однако Изяслав одержал стратегическую победу: следующей зимой все Святославичи выступили в качестве его союзников во время его похода против Юрия Долгорукого, хотя и воздержались от активных действий.